# Hubert Davis (Filmemacher)
Hubert Davis ist ein kanadischer Dokumentarfilmer.

## Leben
Hubert Davis ist der Sohn des Basketballspielers Mel Davis, der den Harlem Globetrotters angehörte. 2005 veröffentlichte er den Dokumentarfilm Hardwood, mit dem er ein Kurz-Porträt seines Vaters erstellte. Sein Debütwerk brachte ihm auch seine erste Oscar-Nominierung ein. Damit wurde er der erste Afrokanadier, der je für einen Oscar nominiert war.
Es folgten weitere Dokumentarfilme sowie Werbespots für Coca-Cola, Nike, Volkswagen, Pfizer, Audi, Ford und Chevrolet. Sein Dokumentarfilm Once More – The Story of VIN 903847 mischte die beiden Genres und erhielt zwei Löwen bei den Internationalen Filmfestspielen von Cannes 2014.
Weitere Filme von ihm wurden ausgezeichnet, so Invisible City mit dem Hot Docs Award for Best Canadian Feature Documentary. 2022 erschien Black Ice, ein Film über die Colored Hockey League, die von 1894 bis in die 1930er Jahre operierte.

## Filmografie
- 2006: Hardwood
- 2006: Aruba
- 2007: Truth
- 2007: Stronger Than Love
- 2009: Invisible City
- 2011: Wapusk
- 2012:  The Portrait
- 2016: Giants of Africa
- 2017: Rivolta
- 2022: Black Ice
- 2024: The Well

## Auszeichnungen
- 2004: Yorkton Film Festivals Golden Sheaf Award als Best Short Subject für Hardwood
- 2005: Oscar-Nominierung als Bester Dokumentar-Kurzfilm für Hardwood
- 2006: Panavision Grand Jury Award beim Palm Springs International ShortFest
- 2007: Don Haig Award als „Top Emerging Canadian Director“ beim Hot Docs Canadian International Documentary Festival.
- 2007: Golden Sheaf Award als Best Short Subject für Stronger than Love
- 2017: Cannes Bronze Lion für Rivolta.
- 2022: Toronto International Film Festival People’s Choice Award für Black Ice.